# Miguel Quinteros
Miguel Ángel Quinteros (Buenos Aires, 28 de diciembre de 1947) es un ajedrecista argentino, Gran Maestro Internacional.
Campeón argentino a los 18 años en 1966. Logro que repite en 1980. Representó a la Argentina en las Olimpíadas de 1970, 1974, 1976, 1980, 1982 y 1984. Obtiene el título de GM en 1973.
Sus mejores resultados son:
Torremolinos 1973, primero ex aequo con Benko; 
Bauang 1973, segundo con Ivkov (+6=1-2); 
Lanzarote 1974, primero (+6=6-1); 
Orense 1975, cuarto con Gheorghiu (+7=6-2); 
Londres 1977, segundo con Mestel y Stean (+4=4-1); 
Torneo Zonal de Morón 1982, primero (+10=4-1) 
y New York 1983, segundo (+5=5-1). 
La victoria en el Torneo Zonal de Morón lo clasificó para el Interzonal de Moscú, donde obtuvo un empate frente a su vencedor Gari Kasparov.
En 1990 obtuvo el Premio Konex de Platino como el mejor jugador de ajedrez de dicha década.
Si bien sigue practicando el ajedrez con apariciones en diversos torneos su actividad principal es como dirigente, siendo el representante oficial de la FIDE en Argentina. Como tal tuvo una actuación muy importante en la realización del Campeonato Mundial de San Luis en 2005. 
En la lista de ELO de enero de 2008 de la FIDE tenía 2423 puntos.